# Flaga województwa warmińsko-mazurskiego
Flaga województwa warmińsko-mazurskiego – symbol województwa warmińsko-mazurskiego. Flagę województwa warmińsko-mazurskiego tworzy czerwony płat materiału o proporcjach 1:2, zakończony w trójkąt, równy połowie długości płata, zaokrąglony u dołu na długości 1/8 okręgu, którego średnica jest równa wysokości płata. Czerwone pole mieści głowę Orła Białego w koronie, ze złotym dziobem. Całość płata obwiedziona jest z trzech stron pasem białym o szerokości 1/10 wysokości płata.
| Barwa    | Pantone                          | skala RGB  |
| -------- | -------------------------------- | ---------- |
| czerwona | Pantone 1795 C                   | 209/36/33  |
| złota    | Pantone 109 C                    | 247/212/23 |
| czarna   | Pantone OOOZ-C (Process Black C) | 43/41/38   |